# Conselho Federal de Educação Física
O Conselho Federal de Educação Física (CONFEF) é uma autarquia federal, integrante do serviço público federal que orienta, disciplina e fiscaliza o exercício do profissional de educação física, para que a sociedade seja atendida por profissionais eticamente comprometidos, com conhecimento científico, técnico e pedagógico. Foi criado pela Lei nº 9696/98 em 1998, com sede e foro na cidade Rio de Janeiro. O CONFEF é composto por uma rede de conselhos regionais que fazem o trabalho local de fiscalização e regulação da atividade profissional.
Três documentos nortearam e norteiam o funcionamento da profissão do educador físico:
- A Carta Brasileira de Educação Física[1]
- O Código de Ética dos Profissionais[2]
- Documento de Intervenção do Profissional[3]